# Unión Sport Club
|  | No s'ha de confondre amb Unión Sporting Club. |

L'Unión Sport Club fou un club de futbol veneçolà de la ciutat de Caracas.

## Palmarès
- Lliga veneçolana de futbol:[4]
  - 1932, 1934, 1935, 1939, 1940, 1947, 1950

- Copa veneçolana de futbol:[5]
  - 1932, 1934, 1935, 1936, 1938, 1940